# آرایشگر مو

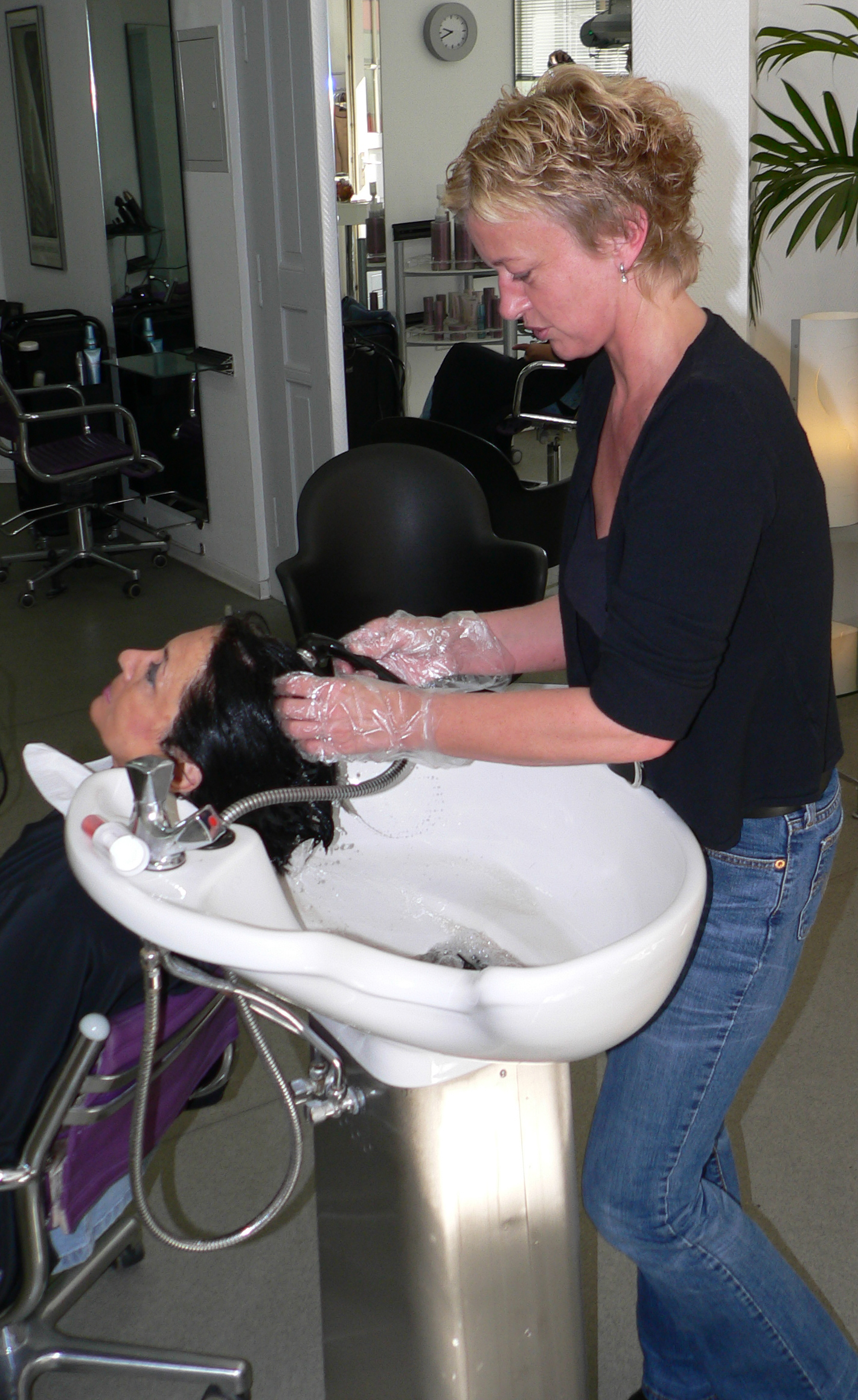
آرایشگر مو در حال شستن موهای زن

آرایشگر مو (به انگلیسی: Hairdresser) آرایشگر مو فردی است که شغلش کوتاه کردن یا مدل دادن مو به منظور تغییر یا حفظ وجهه یک فرد است. این کار با استفاده از ترکیبی از تکنیک‌های رنگ‌کردن مو، کوتاه کردن مو و بافت مو به دست می‌آید. آرایشگر ممکن است به عنوان «آرایشگر» نیز شناخته شود.

## نگارخانه

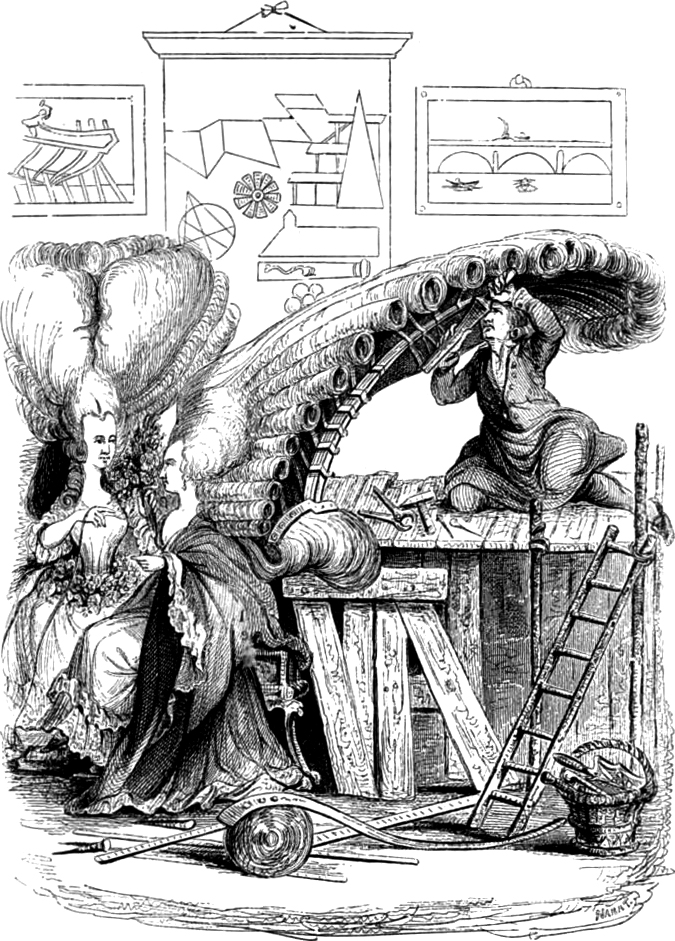
کاریکاتوری از یک آرایشگر فرانسوی که روی یک مدل موی مد روز، در قرن ۱۸ کار می‌کند.
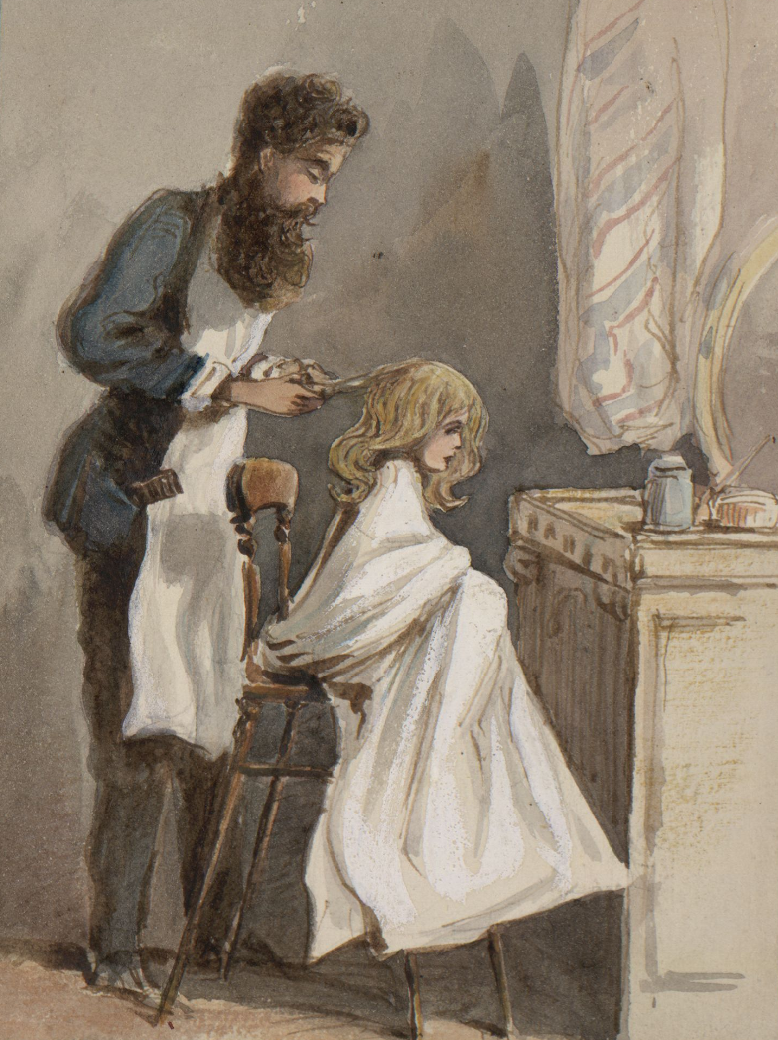
آرایشگری که موهای یک کودک را کوتاه می‌کند، ۲۶ مارس ۱۸۶۶
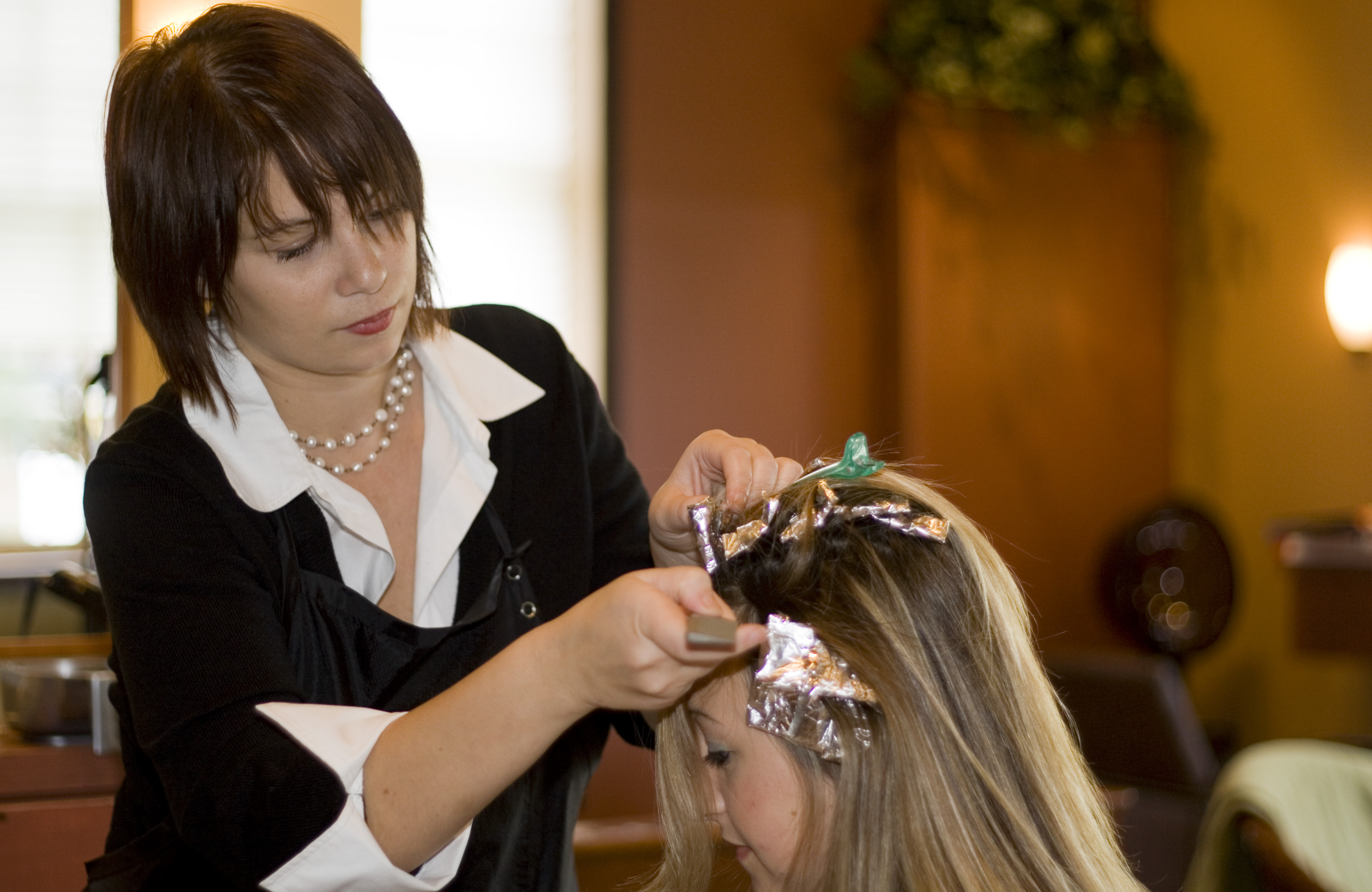
تصویری از آرایشگر که موهای مشتری خود را رنگ می‌کند.
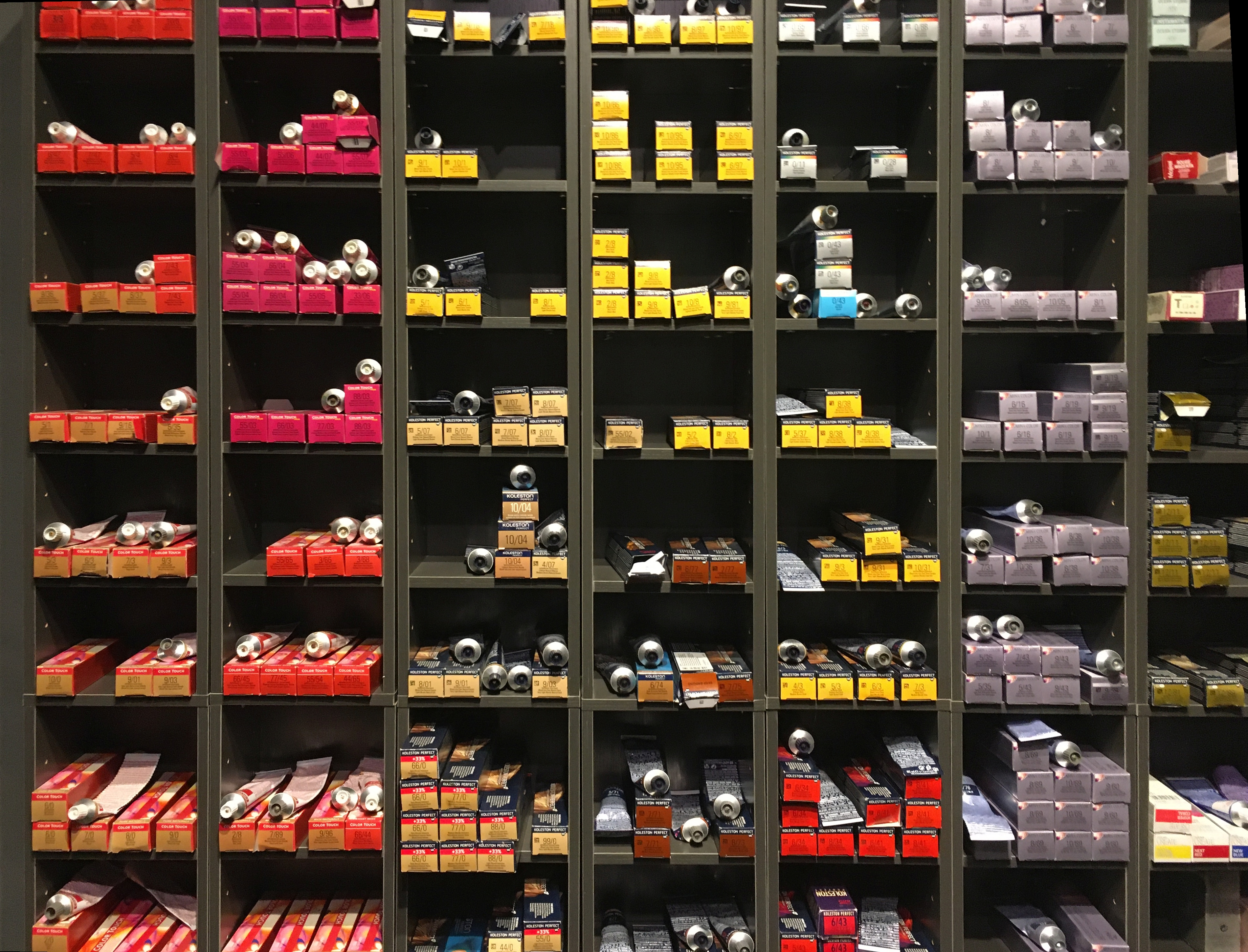
قفسه ای با تعداد زیادی رنگ موی مختلف که هر کدام دارای کد رنگ چاپ شده روی بسته بندی هستند، در آرایشگاهی در آلمان.
- ویدئویی که یک آرایشگر هلندی مدل موی «کوپ شصت و یک» را به یک زن نشان می‌دهد. پس از تکمیل کار، شکل نهایی نشان داده می‌شود.